# Elio Festo Aftonio

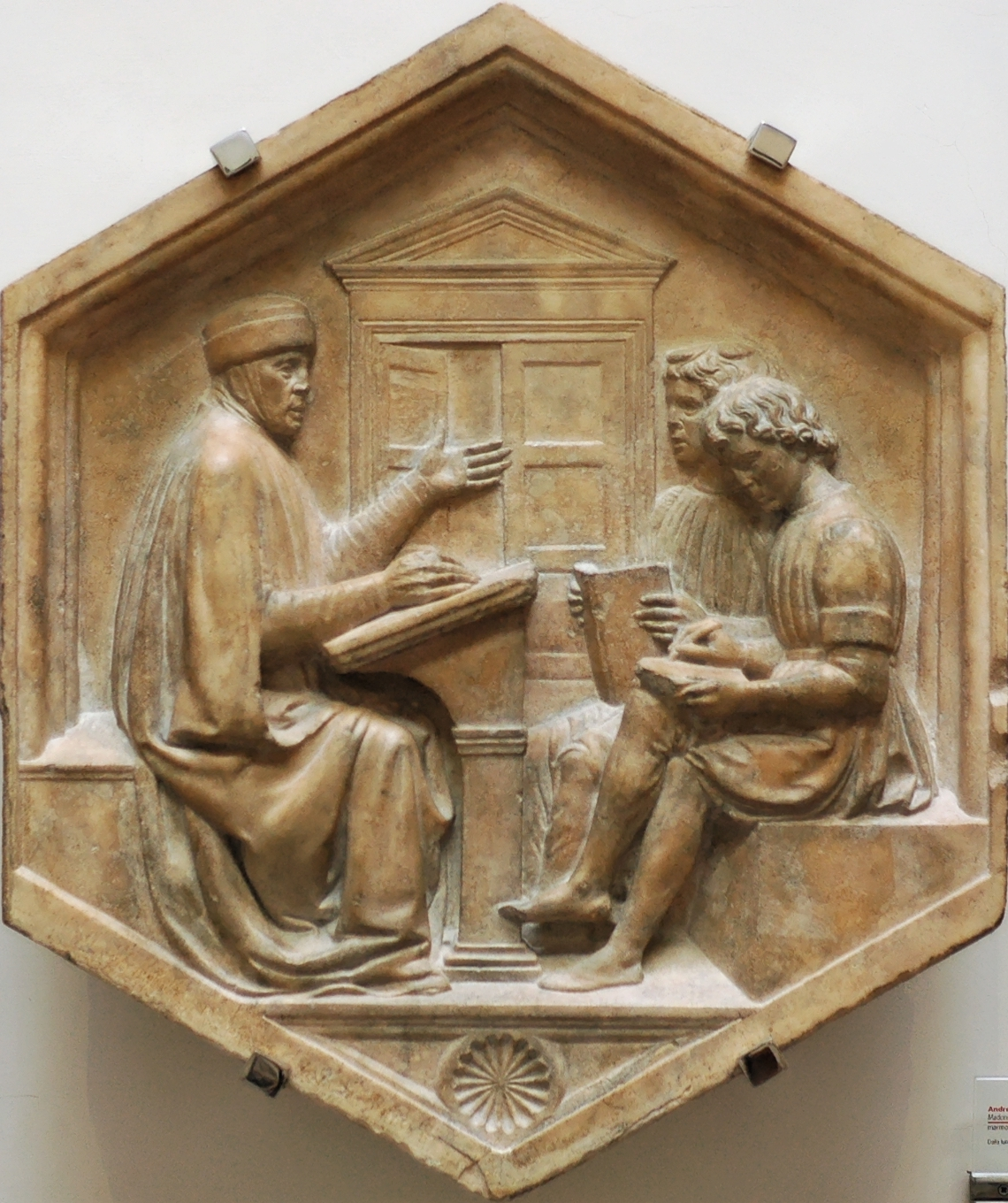
Grammatico e allievo, formella di Luca della Robbia

Elio Festo Aftonio (in latino: Aelius Festus Aphtonius; Africa, ... – dopo il 340 d.C.) fu un grammatico romano vissuto nel terzo e quarto secolo d.C..

## Biografia
Della biografia di Aftonio si sa pochissimo. Sulla base dello stile, si ritiene, assai dubbiosamente, che fosse africano . Poiché si ha notizia di una sua opera per Costantino II, che regnò dal 337 al 340, si ritiene che sia fiorito a metà del IV secolo.

## De metris
Aftonio fu autore di una grammatica, perduta, dedicata a Costantino II, perduta e citata da Prisciano.
Di un suo De metris diviso in 4 libri sappiamo che fu utilizzato poi da Mario Vittorino nella sua Ars grammaticaː quanto ci resta dell'opera inglobata da Vittorino si occupa di lettere, di sillabazione, di metrica propriamente detta, con un epilogo. Dunque, Aftonio tentò di conciliare le teorie opposte dei metricisti Terenzio Mauro e Giuba, utilizzando soprattutto l'opera di quest'ultimo.